# Кинджал у бібліотеці
Кинджал у бібліотеці (англ. Dagger in the Library; у 1992—1994 роках називалася Золоті наручники, англ. Golden Handcuffs) — літературна премія, яку з 1992 року присуджує британська Асоціація письменників детективного жанру «живим авторам, які принесли найбільше задоволення читачам». Щорічно складаються шорт-листи з десяти авторів, яких найбільше номінують читачі в Інтернеті, а остаточне рішення приймає колегія бібліотекарів. Премію спонсорувало видавництво Random House з 1992 до 2015 року.

## Переможці
!990-і роки
- 1992 — Catherine Aird[en] (Кетрін Ейрд)
- 1993 — Margaret Yorke[en] (Маргарет Йорк)
- 1994 — Robert Barnard[en] (Роберт Барнард)
- 1995 — Lindsey Davis[en] (Ліндсі Девіс)
- 1996 — Marian Babson[en] (Маріан Бабсон)
- 1997—1999 — премію не присуджено

2000-і роки
- 2000—2001 — премію не присуджено
- 2002 — Peter Robinson[en] (Пітер Робінсон)
- 2003 — Stephen Booth[en] (Стефен Бут)
- 2004 — Alexander McCall Smith[en] (Александр Макколл Сміт)
- 2005 — Jake Arnott[en] (Джейк Арнотт)
- 2006 — Jim Kelly[en] (Джим Келлі)
- 2007 — Stuart MacBride[en] (Стюарт Макбрайд)
- 2008 — Craig Russell[en] (Крейг Рассел)
- 2009 — Colin Cotterill[en] (Колін Коттеріл)

2010-і роки
- 2010 — Ariana Franklin[en] (Аріана Франклін)
- 2011 — Mo Hayder[en] (Мо Гайдер)
- 2012 — Steve Mosby (Стів Мосбі)
- 2013 — Belinda Bauer[en] (Белінда Бауер)
- 2014 — Sharon Bolton[en] (Шерон Болтон)
- 2015 — Christopher Fowler[en] (Крістофер Фовлер)
- 2016 — Elly Griffiths[en] (Еллі Гріффітс)
- 2017 — Mari Hannah (Марі Ганна)
- 2018 — Martin Edwards[en] (Мартін Едвардс)
- 2019 — Kate Ellis[en] (Кейт Елліс)

2020-і роки
- 2020 — Chris Brookmyre[en] (Кріс Брукмайр)
- 2021 — Peter May[en] (Пітер Мей)
- 2022 — Mark Billingham[en] (Марк Біллінгем)
- 2023 — Sophie Hannah[en] (Софі Ганна)